# Prosionek upstrzony
Prosionek upstrzony (Porcellium conspersum) – gatunek niewielkiego lądowego skorupiaka z rzędu równonogów i rodziny Trachelipodidae. Występuje pospolicie w lasach, przede wszystkim liściastych całej Polski.

## Opis
Prosionek upstrzony jest niewielki, osiąga długość 6–8,5 mm.
Grzbiet ma ubarwiony zmiennie, zwykle pokryty marmurkowym wzorem barwy rdzawej lub brunatnej na jasnym tle. Wzdłuż obydwu boków mogą ciągnąć się ciemne smugi.
Środkowy płat przedniej krawędzi głowy (a dokładnie głowotułowia, cefalotoraksu) jest duży, trójkątny (nie zaostrzony). Biczyk (flagellum) czułków II pary, czyli ich końcowy odcinek, zbudowany jest z 2 segmentów.
Pleotelson, czyli ostatni widoczny segment pleonu (odwłoka, abdomenu) ma zaokrąglony wierzchołek. Uropodia (odnóża ogonowe) wystają poza jego koniec, są zaostrzone (nie płytkowate).
Mocno zaniepokojony może zwinąć się w kulkę.

## Siedlisko
Prosionek upstrzony jest gatunkiem leśnym, preferującym wyraźnie lasy liściaste. Występuje w lasach liściastych i mieszanych, parkach, ogrodach
Żyje w miejscach wilgotnych w ściółce i detrytusie, w próchnie.

## Występowanie
Prosionek upstrzony jest gatunkiem środkowoeuropejskim. Jego zasięg obejmuje obszar od Belgii i Austrii do Polski i Rumunii.
W Polsce występuje na terenie całego kraju, jest gatunkiem pospolitym.